# Rhombodera fusca
Rhombodera fusca es una especie de mantis de la familia Mantidae.

## Distribución geográfica
Se encuentra en Tailandia.